# تل حسن باشا
تل حسن باشا قرية في منطقة سلمية في محافظة حماة في سورية.